# Clomazone
Le clomazone est une substance active de produit phytosanitaire (ou produit phytopharmaceutique, ou pesticide), qui présente un effet herbicide, et qui appartient à la famille des isoxazolidinones.
Elle agit en inhibant l'enzyme 1-désoxy-D-xylulose-5-phosphate synthase (DOXP synthase), qui intervient dans la voie du méthylérythritol phosphate (MEP/DOXP), voie de biosynthèse alternative à la voie du mévalonate chez les plantes, empêchant alors la synthèse des terpénoïdes, des caroténoïdes et des chlorophylles essentiels à la photosynthèse.
Le clomazone peut être obtenu par la réaction de 2-chlorobenzaldéhyde  avec de l'hydroxylamine dont le produit est traité avec un cyanoborohydrure fournissant la N-((2-chlorophényl)méthyl)hydroxylamine, laquelle par réaction avec le chlorure de diméthylchlorométhylacétyle donne le clomazone.

## Réglementation
Sur le plan de la réglementation des produits phytopharmaceutiques :
- pour l’Union européenne : cette substance active est autorisée par la directive 2007/76/CE du 20 décembre 2007 à la suite de l'examen relatif à l'inscription à l’annexe I de la directive 91/414/CEE.
- pour la France : cette substance active est autorisée dans la composition de préparations bénéficiant d’une autorisation de mise sur le marché.

## Caractéristiques physico-chimiques
Les caractéristiques physico-chimiques dont l'ordre de grandeur est indiqué ci-après, influencent les risques de transfert de cette substance active vers les eaux, et le risque de pollution des eaux :
- Hydrolyse à pH 7 : stable,
- Solubilité : 1 100 mg·L-1,
- Coefficient de partage carbone organique-eau : 300 cm3·g-1. Ce paramètre, noté Koc, représente le potentiel de rétention de cette substance active sur la matière organique du sol. La mobilité de la matière active est réduite par son absorption sur les particules du sol.
- Durée de demi-vie : 24 jours. Ce paramètre, noté DT50, représente le potentiel de dégradation de cette substance active, et sa vitesse de dégradation dans le sol.
- Coefficient de partage octanol-eau : 2,54. Ce paramètre, noté log Kow ou log P, mesure l’hydrophilie (valeurs faibles) ou la lipophilie (valeurs fortes) de la substance active.

## Écotoxicologie
Sur le plan de l’écotoxicologie, les concentrations létales 50 (CL50) dont l'ordre de grandeur est indiqué ci-après, sont observées :
- CL50 sur poissons : 19 mg·L-1,
- CL50 sur daphnies : 5,2 mg·L-1,
- CL50 sur algues : 2,9 mg·L-1.

## Toxicité pour l’homme
Sur le plan de la toxicité pour l’Homme, la dose journalière acceptable (DJA) est de  0,133 mg·kg-1·j-1.